# Fußball-Club Kempten im Allgäu e. V.
Fußball-Club Kempten im Allgäu e. V. é uma agremiação esportiva alemã, fundada em 1907, sediada em Kempten, na Baviera.

## História

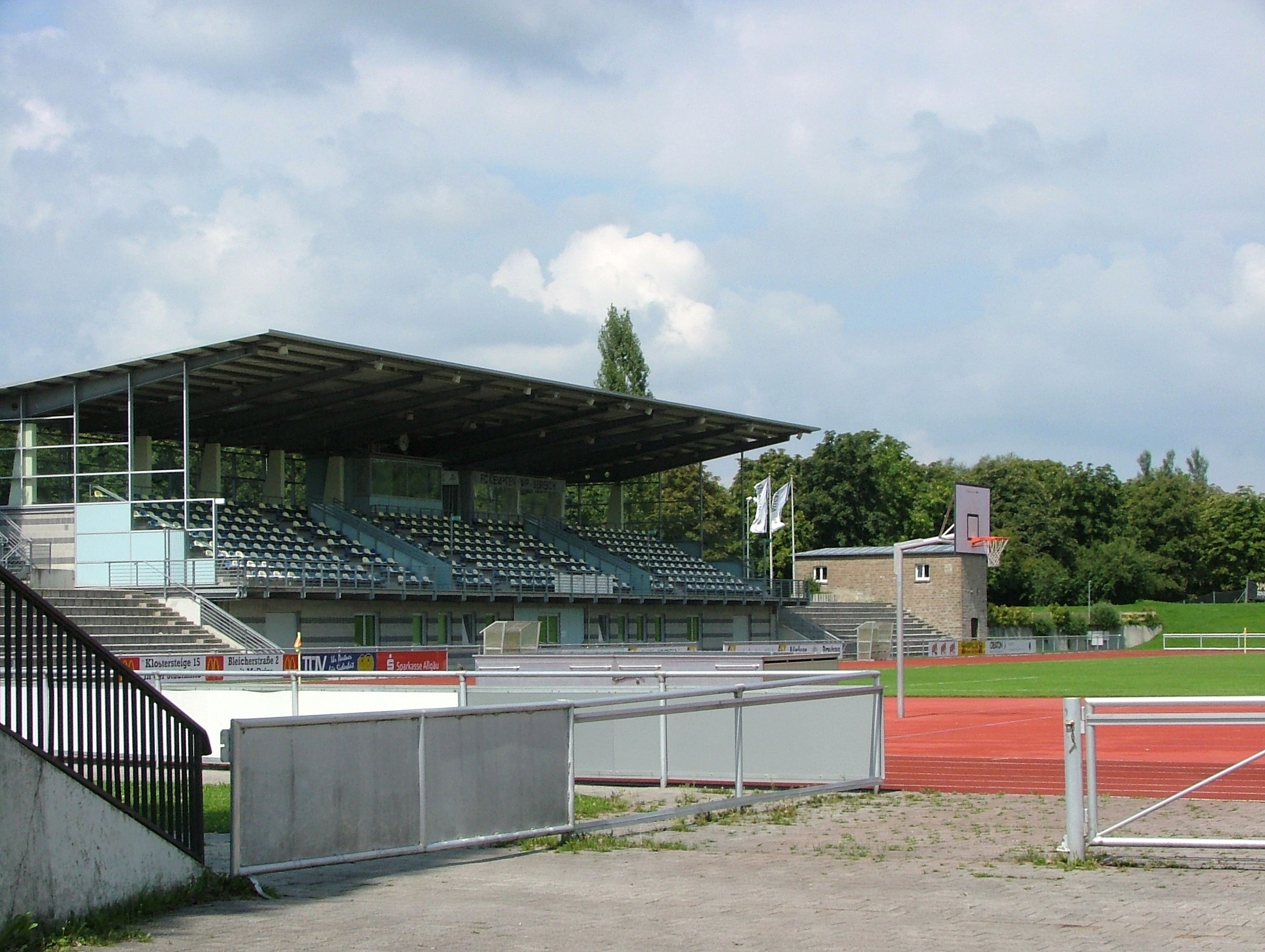
Illerstadion

A equipe foi criada em 1903, como departamento de futebol do clube ginástica Männerturnverein Kempten. Em 1907, a associação de pais se uniu a outros dois clubes locais de ginástica para formar o Turnverein 1856 Kempten e, a 21 de setembro de 1908, os atletas seguiram seu próprio de maneira independente como Fußball Club Kempten. 
Após a Segunda Guerra Mundial o FC Kempten atuou na Amateurliga Bayern-Süd (III) entre 1957 e 1963, na qual conseguiu resultados medianos. Com o advento da Bundesliga, em 1963, o time caiu para a quarta camada, a Landesliga Bayern-Süd. Ao longo das décadas seguintes, o Kempten atuou de maneira despercebida na quarta e quinta camada. 
Em 1999, foi campeão da Landesliga Süd (V) e ganhou a promoção à Oberliga Bayern (IV). Após duas temporadas, foi rebaixado. O retorno à Oberliga ocorreu em 2005, quando terminou em segundo na Landesliga. O time, contudo, foi imediatamente rebaixado, mas retornaria na temporada 2007-08, quando ao ficar em último na Bayernliga foi rebaixado mais uma vez. 
Na temporada 2008-09, houve novo retrocesso, dessa vez para a Bezirksoberliga, seguido de novo descenso à Bezirksliga em 2010. A equipe em 2011-12 sofreu novo rebaixado para a camada nove, a Kreisliga Schwaben-Süd, após uma derrota no play-off.
FC Kempten joga seus jogos em casa no Illerstadion, inaugurado a 15 de agosto de 1963. Após obras de renovação em 2000, a unidade tem uma capacidade de 9000 espectadores (720 lugares).

## Títulos
| - 2. Amateurliga Schwaben (IV) - Campeão: (5) 1949, 1951, 1952, 1956, 1957 - Landesliga Bayern-Süd (V) - Campeão: (2) 1999, 2007 - Vice-campeão: 2005 - Bezirksoberliga Schwaben - Vice-campeão: (2) 1994, 1997 - Bezirksliga Schwaben-Süd - Campeão: (3) 1970, 1982, 1987 | - Schwaben Cup - Campeão: (3) 1963, 1985, 1987 - Vice-campeão: (2) 1962, 1995 |

### Indoor
- Schwaben indoor championship
  - Campeão: (2) 2000, 2005

## Cronologia recente
The recent season-by-season performance of the club:
| Temporada | Divisão                  | Módulo | Posição |
| 1986–87   | Bezirksliga Schwaben-Süd | V      | 1° ↑    |
| 1987–88   | Landesliga Bayern-Süd    | IV     | 14° ↓   |
| 1988–89   | Bezirksoberliga Schwaben | V      | 11°     |
| 1989–90   | Bezirksoberliga Schwaben | V      | 11°     |
| 1990–91   | Bezirksoberliga Schwaben | V      | 3°      |
| 1991–92   | Bezirksoberliga Schwaben | V      | 9°      |
| 1992–93   | Bezirksoberliga Schwaben | V      | 6°      |
| 1993–94   | Bezirksoberliga Schwaben | V      | 2° ↑    |
| 1994–95   | Landesliga Bayern-Süd    | V      | 7°      |
| 1995–96   | Landesliga Bayern-Süd    | V      | 15° ↓   |
| 1996–97   | Bezirksoberliga Schwaben | VI     | 2° ↑    |
| 1997–98   | Landesliga Bayern-Süd    | V      | 8°      |
| 1998–99   | Landesliga Bayern-Süd    | V      | 1° ↑    |

| Temporada | Divisão                  | Módulo | Posição |
| 1999–2000 | Oberliga Bayern          | IV     | 15°     |
| 2000–01   | Oberliga Bayern          | IV     | 16° ↓   |
| 2001–02   | Landesliga Bayern-Süd    | V      | 4°      |
| 2002–03   | Landesliga Bayern-Süd    | V      | 4°      |
| 2003–04   | Landesliga Bayern-Süd    | V      | 8°      |
| 2004–05   | Landesliga Bayern-Süd    | V      | 2° ↑    |
| 2005–06   | Oberliga Bayern          | IV     | 16° ↓   |
| 2006–07   | Landesliga Bayern-Süd    | V      | 1° ↑    |
| 2007–08   | Oberliga Bayern          | IV     | 18° ↓   |
| 2008–09   | Landesliga Bayern-Süd    | VI     | 17° ↓   |
| 2009–10   | Bezirksoberliga Schwaben | VII    | 14° ↓   |
| 2010–11   | Bezirksliga Schwaben-Süd | VIII   | 13° ↓   |
| 2011–12   | Kreisliga Schwaben-Süd   | IX     | °       |

## Fonte
- Grüne, Hardy (2001). Vereinslexikon. Kassel: AGON Sportverlag ISBN 3-89784-147-9